# St.-Petri-Kirche (Garz)

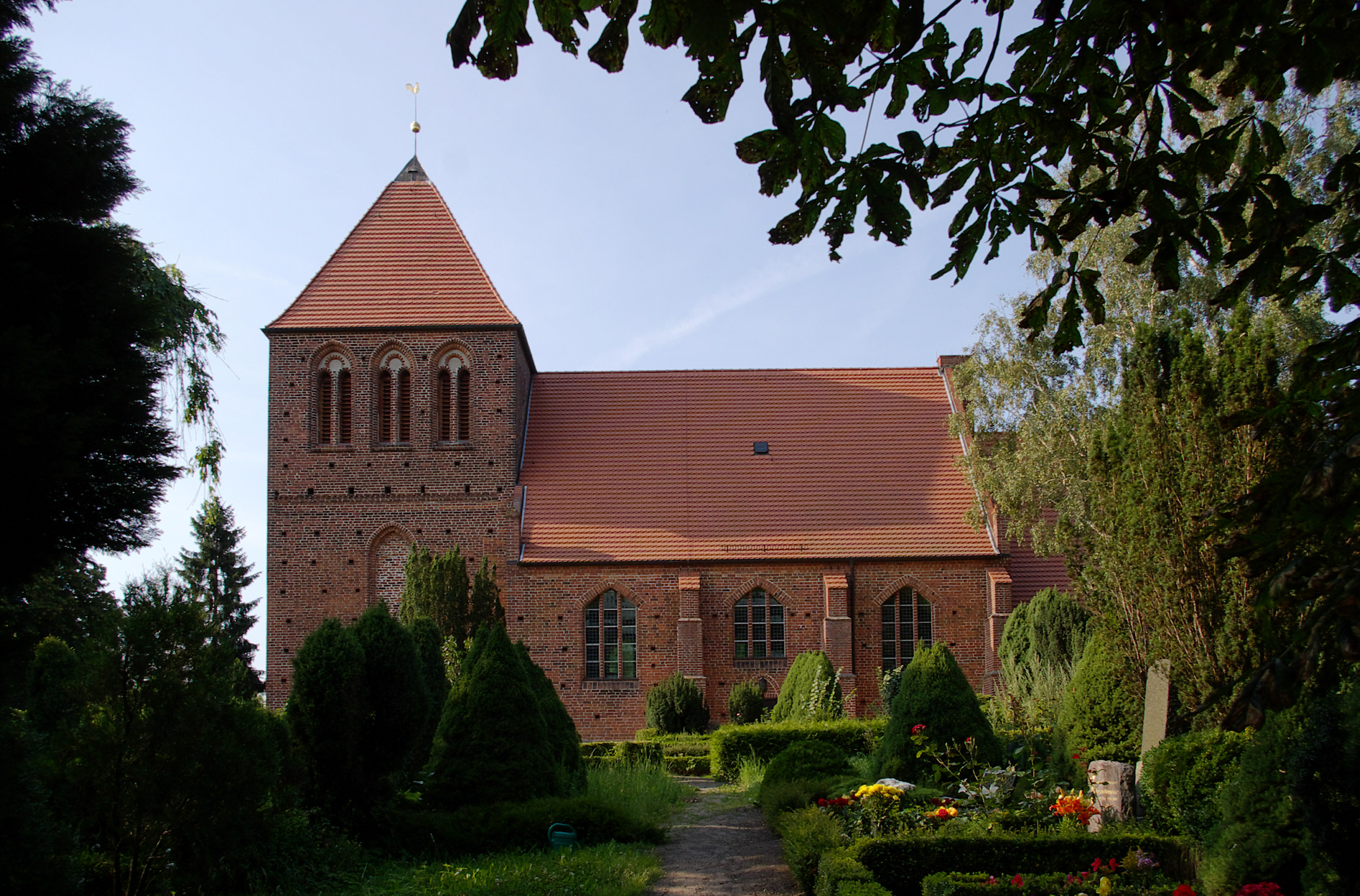
Ansicht aus südlicher Richtung

Die St.-Petri-Kirche in Garz/Rügen ist die Pfarrkirche der evangelischen Kirchengemeinde Garz auf der Insel Rügen.

## Geschichte

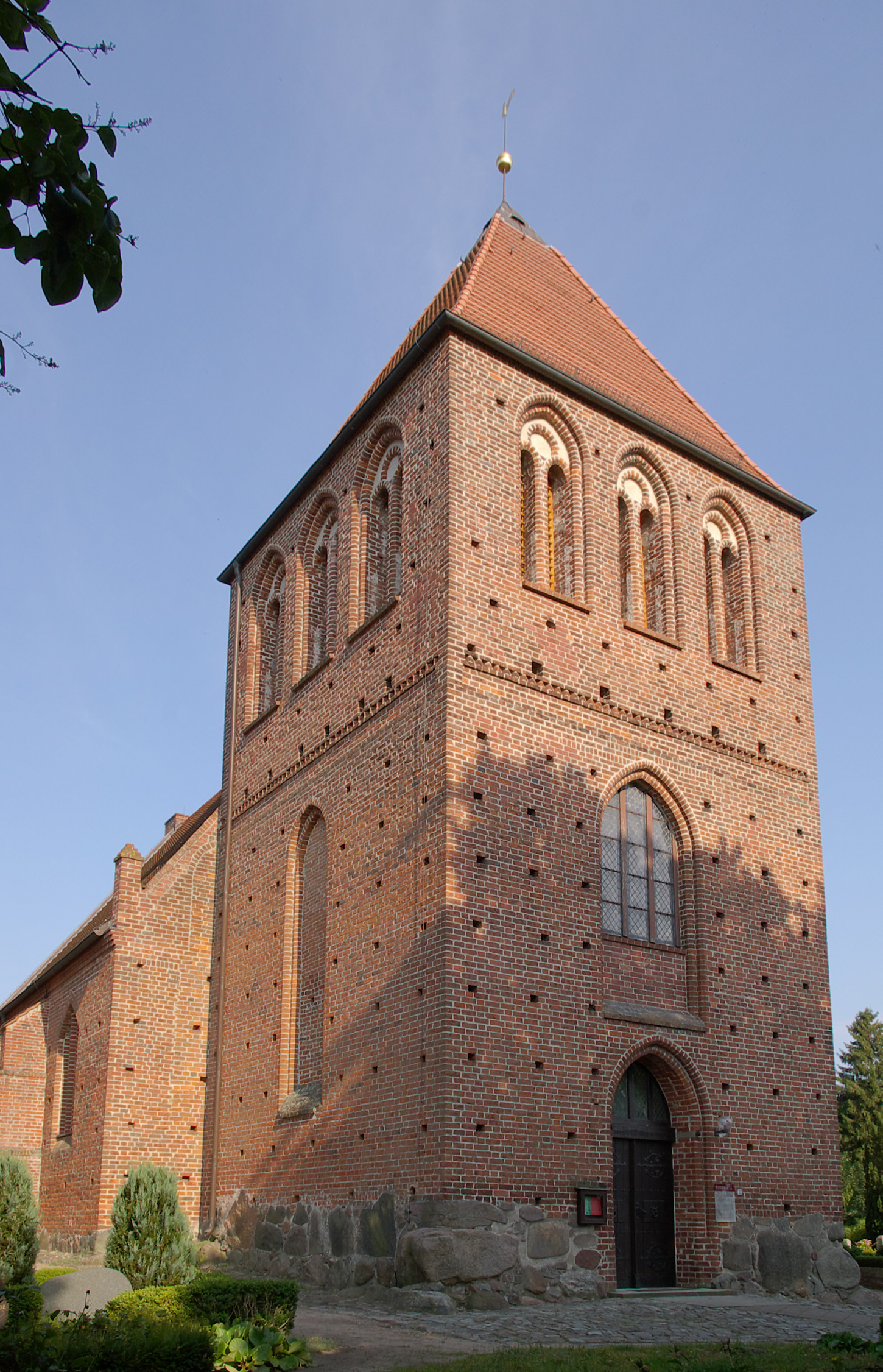
Turm der St.-Petri-Kirche

Die gotische Backsteinkirche steht auf einem Fundament aus Findlingen. Der Baubeginn liegt um das Jahr 1350, die Fertigstellung dürfte um 1400 erfolgt sein. 1396 wurde die Kirche erstmals urkundlich erwähnt, als „deme godeshuze tu sunte Petare tu Gartze“. Damals bestand sie aus zwei Westjochen mit Sakristei. Nur wenig später wurden drei Langhausjoche hinzugefügt.
Vermutlich noch aus der Zeit vor Baubeginn stammt eine granitene Fünte, die mit blattartigen Verzierungen ausgestattet ist. Sie wird auf ein Alter von 700 Jahres geschätzt. Ihr Ursprung ist unbekannt.
Um 1450 wurde der Bau um einen Spitzturm und zwei Chorjoche erweitert. Das Kreuzrippengewölbe ruht auf massiven Wandpfeilern. Die Außenpfeiler am Kirchenschiff wurde im 18. Jahrhundert hinzugefügt.

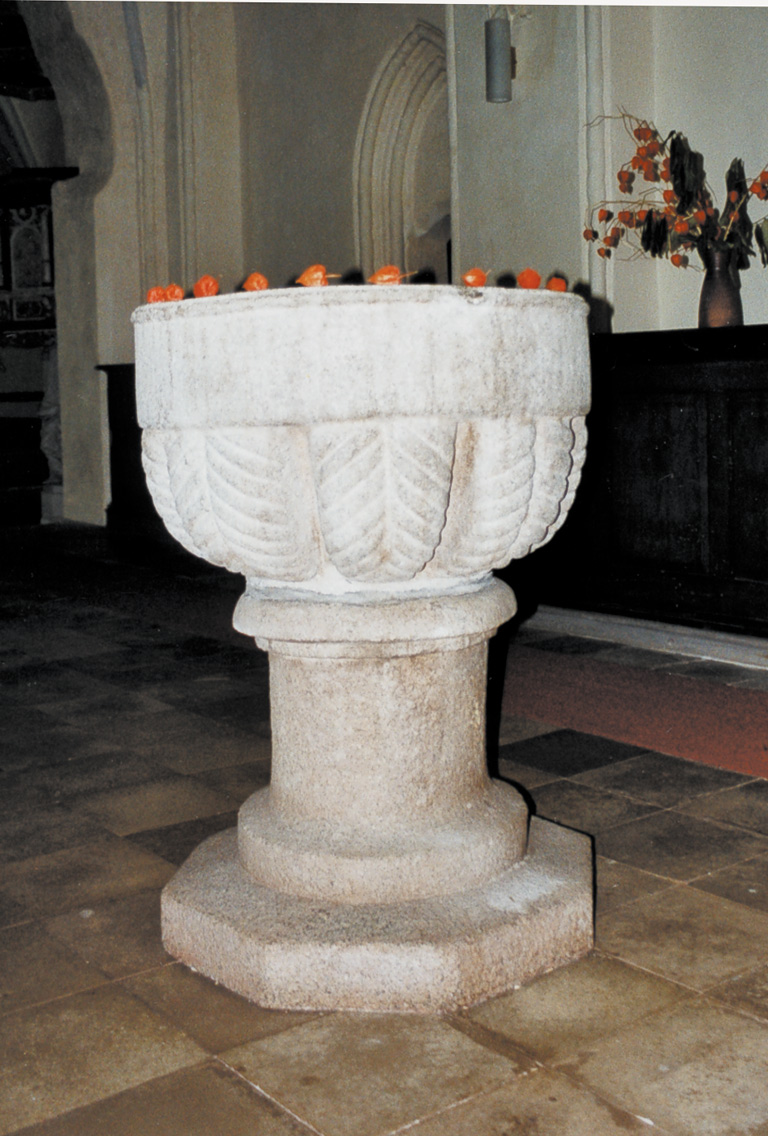
Taufstein in der Kirche

Um 1648 wurde der Spitzturm bei einem Sturm zerstört und durch den heutigen flachen Turm ersetzt (noch vor 1650). Größere bauliche Veränderungen aus dem Jahr 1741 gaben der Kirche ihr heutiges Bild. Der letzte der drei großen Stadtbrände 1764 verschonte zwar die Kirche, vernichtete jedoch das Pfarrhaus und damit die Kirchenchroniken.
Von 1906 bis 1914 wurden bei Instandsetzungsarbeiten der Dachstuhl erneuert und die Orgel umgesetzt.
1992/93 erfolgten erneute Renovierungsarbeiten am Dach, am Turm, an der Außenwand und an den Fenstern. 2003 erhielt die Kirche drei neue Glocken der Glockengießerei Bachert.

## Orgel
Die Vorgängerorgel der jetzigen Grüneberg-Orgel wurden am 23. März 1834 eingeweiht. Sie wurde erbaut durch Carl August Buchholz aus Berlin. Die jetzige Orgel wurde 1914 von dem Orgelbauer Barnim Grüneberg (Stettin) geschaffen, wobei weitgehend das Pfeifenwerk der Vorgängerorgel von 1834 verwendet wurde. Das Kanzellenladen-Instrument hat 12 Register auf zwei Manualen und Pedal. Die Trakturen sind pneumatisch. Sie wurde 1995 durch die Orgelbauwerkstatt Rainer Wolter restauriert.
| I Hauptwerk C–f3 |               |     |
| 1.               | Bordun        | 16′ |
| 2.               | Prinzipal     | 8′  |
| 3.               | Rohrflöte     | 8′  |
| 4.               | Oktave        | 4′  |
| 5.               | Oktave        | 2′  |
| 6.               | Mixtur II–III |     |

| II Nebenwerk C–f3 |            |    |
| 7.                | Gedackt    | 8′ |
| 8.                | Salicional | 8′ |
| 9.                | Rohrflöte  | 4′ |

| Pedal C–d1 |        |     |
| 10.        | Violon | 16′ |
| 11.        | Oktave | 8′  |
| 12.        | Oktave | 4′  |

- Koppeln: II/I, I/P

## Gemeinde
Die evangelische Kirchgemeinde gehört seit 2012 zur Propstei Stralsund im Pommerschen Evangelischen Kirchenkreis der Evangelisch-Lutherischen Kirche in Norddeutschland. Vorher gehörte sie zum Kirchenkreis Stralsund der Pommerschen Evangelischen Kirche.